# ارين موريس
ارين موريس (بالإنجليزية: Warren Morris)‏ هو لاعب كرة قاعدة أمريكي، ولد في 11 يناير 1974 في الإسكندرية في الولايات المتحدة.

## وصلات خارجية
- ارين موريس على موقعبيزبول رفرنس.كوم (الدوري الرئيسي) (الإنجليزية)
- ارين موريس على موقعبيزبول رفرنس.كوم (الدوري الثانوي) (الإنجليزية)
- ارين موريس على موقع مشجعي الرسوم البيانية (الإنجليزية)
- ارين موريس على موقع أوليمبيديا (الإنجليزية)